# دينيلسون
دينيلسون دي أوليفيرا أراوجو (بالبرتغالية: Denílson de Oliveira Araújo‏) الشهير باسم دينيلسون (ولد 24 أغسطس 1977 في دياديما، ساو باولو) لاعب كرة قدم برازيلي سابق يجيد اللعب في خط الوسط.

## المسيرة الرياضية
بدأ دينيلسون مسيرته الرياضية في نادي ساو باولو سنة 1994. بعد تقديم دينيلسون أداء عالي المستوى في بطولة كوبا أمريكا 1997 التي أقيمت في بوليفيا وبطولة كأس القارات 1997 التي أقيمت في السعودية والتي توج فيهما منتخب البرازيل بطلا أصبح دينيلسون أغلى لاعب في سنة 1998 عندما وافق نادي ريال بيتيس الإسباني على التعاقد معه مقابل 21.5 مليون جنيه استرليني. في موسمه الأول 1998/1999 لم يقدم الأداء المتوقع منه واحتل نادي ريال بيتيس المركز الحادي عشر. في الموسم التالي 1999/2000 كان كارثيا على الجميع وذلك بهبوط النادي إلى الدرجة الثانية باحتلاله المركز الثامن عشر. وافق نادي ريال بيتيس على إعارة دينيلسون إلى نادي فلامنغو البرازيلي في النصف الأول من موسم 2000/2001. عاد دينيلسون إلى النادي الأندلسي لمساعدته في احتلال المركز الثاني وبالتالي الصعود إلى الدرجة الأولى. أظهر دينيلسون انسجاما أكبر بمساهمته في احتلال النادي السادس وبالتالي التأهل للمشاركة في بطولة كأس الاتحاد الأوروبي. بعد عودته من كوريا الجنوبية واليابان بطلا لبطولة كأس العالم لكرة القدم 2002 مع منتخب بلاده تراجع مستوى النادي ككل واحتل المركز الثامن بينما في بطولة كأس الاتحاد الأوروبي استطاع تخطي زيمبرو تشيتشيناو المولدوفي وفيكتوريا زيزكوف التشيكي ولكنه سقط في الدور الثالث على يد نادي أوكسير الفرنسي. في الموسم التالي 2003/2004 احتل نادي ريال بيتيس المركز التاسع ولكنه استطاع أن يسترجع مستواه في موسم 2004/2005 باحتلاله المركز الرابع وبالتالي التأهل إلى بطولة دوري أبطال أوروبا.
استغل نادي ريال بيتيس الطفرة في أداء دينيلسون من أجل بيعه على نادي بوردو الفرنسي من دون الكشف عن قيمة انتقاله موقعا على عقد يمتد لسنة واحدة فقط. استطاع دينيلسون أن يقدم أداء عالي المستوى خصوصا في النصف الثاني من موسم 2005/2006 وساهم بشكل كبير في احتلاله المركز الثاني في بطولة دوري الدرجة الأولى. لم يستطع نادي بوردو تجديد عقد دينيلسون بسبب راتبه العالي جدا وبالتالي تنافست عدة أندية أوروبية للتعاقد معه وأبرزها توتنهام هوتسبر الإنجليزي، فيستيل مانيسا التركي، وسيلتيك الاسكتلندي. وافق دينيلسون على الانتقال إلى نادي النصر السعودي حيث شارك في 15 مباراة فقط في موسم 2006/2007 ثم انتقل في صفقة انتقال حر مجاني إلى نادي دالاس الأمريكي. قرر نادي دالاس عدم تجديد العقد مع دينيلسون لموسم ثاني وبالتالي قرر الانضمام إلى نادي بالميراس في فبراير 2008 بتوصية من مدرب النادي آنذاك واندرلي لكسومبورغو الذي كان يرغب في إعادة النادي إلى سكة الانتصارات وتحقيق البطولات. أمضى دينيلسون أغلب الموسم جالسا على كرسي الاحتياط ولكنه ساعد النادي في التتويج ببطولة ولاية ساو باولو وكأس ليبرتادوريس واحتلال المركز الرابع في بطولة دوري الدرجة الأولى.
في 6 يناير 2009 خضع دينيلسون لفترة تجربة واختبار في نادي بولتون واندررز الإنجليزي ولكن المدير الفني غاري ميغسون رفض التعاقد معه بسبب الانخفاض في مستواه الفني. قرر دينيلسون فسخ العقد الذي يربطه بنادي بالميراس والانضمام إلى نادي إتومبيارا لمدة 3 أشهر. قرر العودة للاحتراف خارج البرازيل بالانضمام إلى نادي برث غلوري الأسترالي. في 2 يونيو 2009 وقع دينيلسون على عقد يمتد لستة أشهر مع نادي زي مانغ هاي فونغ الفيتنامي وبالتالي أصبح أشهر لاعب في تاريخ الدوري الفيتنامي. لم يشارك دينيلسون في أول مباراة رسمية سوى في 21 يونيو وسجل هدف من ركلة حرة مباشرة في مرمى نادي هوانغ أنه غيا لاي. تم فسخ العقد بعد هذه المباراة بسبب تعرضه لإصابة خطيرة وعاد على إثرها إلى البرازيل.
شارك دينيلسون في أول مباراة دولية مع منتخب البرازيل في مواجهة منتخب الكاميرون وديا في نوفمبر 1996 وبحلول سنة 2005 أصبح مجموع مبارياته الدولية 61 مسجلا 9 أهداف.
تم استدعاء دينيلسون للمشاركة مع منتخب البرازيل في بطولة كأس العالم لكرة القدم 1998 التي أقيمت في فرنسا. شارك دينيلسون بديلا في أول مباراتين أمام منتخب اسكتلندا لكرة القدم والمغرب وانتهت بالفوز 2/1 و3/0 على التوالي. في المباراة الثالثة شارك أساسيا ولكنه خسر 1/2 من منتخب النرويج. في الأدوار الإقصائية شارك بديلا أمام تشيلي، الدنمارك، وهولندا والتي انتهت بانتصارات برازيلية أما في المباراة النهائية فإن دخول دينيلسون بديلا لم يساعد منتخب السامبا في تفادي الخسارة من منتخب فرنسا بنتيجة 0/3.
تم استدعاء دينيلسون مجددا للمشاركة في بطولة كأس العالم لكرة القدم 2002 التي أقيمت في كوريا الجنوبية واليابان معا. شارك دينيلسون بديلا في أول مباراتين أمام تركيا والصين وانتهتا بالفوز 2/1 و4/0 على التوالي بينما غاب عن المباراة الثالثة أمام منتخب كوستاريكا. في الأدوار الإقصائية شارك بديلا مجددا أمام منتخب بلجيكا التي انتهت بالفوز 2/0 ثم غاب أمام منتخب إنجلترا وعاد للمشاركة بديلا أمام تركيا التي انتهت بالفوز 1/0 وأخيرا شارك بديلا للمرة الأخيرة في بطولات كأس العالم أمام منتخب ألمانيا في المباراة النهائية التي انتهت بالفوز 2/0.

## روابط خارجية
- دينيلسون دي أوليفيرا أراوجو على موقع IMDb (الإنجليزية)
- دينيلسون دي أوليفيرا أراوجو على موقع الاتحاد الدولي (مؤرشف)  (الإنجليزية)
- دينيلسون دي أوليفيرا أراوجو على موقع الاتحاد الأوربي (الإنجليزية)
- دينيلسون دي أوليفيرا أراوجو على موقع الدوري الأمريكي (الإنجليزية)
- دينيلسون دي أوليفيرا أراوجو على موقع قاعدة بيانات كرة القدم.إي يو (الإنجليزية)
- دينيلسون دي أوليفيرا أراوجو على موقع ليكيب (الفرنسية)
- دينيلسون دي أوليفيرا أراوجو على موقع ناشيونال فوتبول تيمز (الإنجليزية)
- دينيلسون دي أوليفيرا أراوجو على موقع عالم كرة القدم.نت (الإنجليزية)